# 喬基姆鎮區 (密蘇里州傑佛遜縣)
喬基姆鎮區（英語：Joachim Township）是位於美國密蘇里州傑佛遜縣的一個行政鎮區。

## 地方資料
喬基姆鎮區的面積為159.69平方千米，當中陸地面積為156.66平方千米，而水域面積為3.03平方千米。根據2020年美國人口普查的數據，當地共有人口20694人，而人口密度為每平方千米129.59人。